# Rasa de la Torre d'en Dac
La Rasa de la Torre d'en Dac és un torrent afluent per l'esquerra del Riu Negre, al Solsonès.

## Descripció
Neix al vessant de sud-occidental del Serrat de l'Alzina i s'escola seguint la direcció predominant cap a les 5 del rellotge passant per sota la masia de la Torre d'en Dac i tot seguit avançar en paral·lel a la carretera LV-4011 fins a travessar la carretera C-26 poc abans d'abocar les seves aigües al Barranc de Pallarès. Fa tot el seu curs pel terme municipal de Lladurs.

## Perfil del seu curs
| Perfil de la Rasa de la Torre d'en Dac |     |      |     |     |       |       |       |       |       |       |       |
| metres de curs                         | 0   | 250  | 500 | 750 | 1.000 | 1.250 | 1.500 | 1.750 | 2.000 | 2.250 | 2.400 |
| Altitud (en m.)                        | 886 | 832  | 812 | 799 | 794   | 784   | 777   | 758   | 738   | 727   | 716   |
| % de pendent                           | -   | 21,6 | 8,0 | 5,2 | 2,0   | 4,0   | 2,8   | 7,6   | 8,0   | 4,0   | 7,3   |

## Xarxa hidrogràfica
La xarxa hidrogràfica de la Rasa de la Torre d'en Dac està integrada per un total de 9 cursos fluvials dels quals, 6 són subsidiaris de 1r nivell i 2 ho són de 2n nivell. La totalitat de la xarxa suma una longitud de 5.851 m.

### Distribució per termes municipals
La xarxa hidrogràfica de la Rasa de la Torre d'en Dac transcorre íntegrament pel terme municipal de Lladurs.